# Agnosphitys
Agnosphitys är ett omdiskuterat släkte av guaibasaurida dinosaurier. 

## Beskrivning
Agnosphitys kvarlevor består av nästan kompletta iliumben, kraniet med tänder, fotrotsben och överarmsben. Dessa dateras tillbaka till nor och rät under slutet av trias för ungefär 210 miljoner år sedan. Det ursprungliga fossilet har föreslagits möjligen vara en chimär, det vill säga att den består av element från olika arter. Den kan ha varit mellan 70 och 300 centimeter lång.

## Klassificering
Agnosphitys befinner sig möjligen nära sauropodomorphernas förfäder, fast exakt var är omdiskuterat bland forskarna. Vissa menar att det är en theropod nära begynnelsen av dinosauriernas evolution. Men andra anser att det är en dinosauromorph, en arkosaurie närastående till dinosauriernas utveckling. För närvarande är den mest accepterade klassificeringen att Agnosphitys är en medlem av gauibasauriderna, en mycket primitiv grupp av sauropodomorpher.

## Etymologi
Arten, Agnosphitys cromhallensis, beskrevs av Nick Fraser, Padian, Walkden och Davis år 2002. Fossilet, som består av skelettdelar inklusive material som man antar tillhör släktet, hittades i Cromhall Quarry i Avon (numera i South Gloucestershire) i England. Släktnamnet består av de grekiska orden αν/an, som betyder 'ingen', γνοσις/gnosis, som betyder 'känd', och φψλον/phylon, som betyder 'ras' eller 'släkte'.